# 永平大河
永平大河，也称银江大河、永平河，位于中华人民共和国云南省西部地区的一条河流，是澜沧江左岸支流。发源于大理白族自治州永平县龙门乡李子树村阿荒山南麓，蜿蜒向东南流，经龙门乡政府驻地、县城博南镇城区西部、水泄彝族乡等地，于水泄乡世兴村马鞍山西南左纳耈街河后折向西流，成为永平县与保山市昌宁县之间的界河，最后于水泄乡瓦厂村下丙龙以南汇入澜沧江小湾电站水库库区。河长103.4千米，流域面积1440.2平方千米，落差1640米，河道平均比降7.8‰。